# Carl August Forssman
Carl August Forssman, född 8 april 1846 i Stigtomta, Södermanlands län, död 13 juli 1916 i Huddinge, Stockholms län, var en svensk präst och kördirigent. Han var far till Hilding Forssman.
Forssman blev student vid Uppsala universitet 1866 och avlade en filosofie kandidatexamen 1871. Han blev filosofie doktor 1872 på en avhandling om Haeffner. Han var lektor i teologi, filosofi och svenska vid Nyköpings högre allmänna läroverk 1874–1879 och även musiklärare där 1875–1879. 
Forssman blev kyrkoherde i Sala pastorat 1879, kontraktsprost 1881–1893 och kyrkoherde i Huddinge och Brännkyrka församlingar från 1893. Han var inspektor för Sala lägre allmänna läroverk 1880—1894.
Forssman deltog som sångare i Parisfärden under Oscar Arpis ledning 1867, gjorde sig bemärkt vid universitetet som skicklig violinist och amatörtonsättare samt var anförare för Uppsala studentkårs allmänna sångförening 1871–1874.